# The Wild Boys
The Wild Boys, singel av Duran Duran, utgiven i oktober 1984. Den nådde 2:a plats på både den engelska och den amerikanska singellistan och blev 1:a i flera andra länder. Låten finns med på livealbumet Arena men är en studioinspelning.

## Låtlista
7" Singel
1. "The Wild Boys"  – 4:16
2. "(I'm Looking For) Cracks In The Pavement (Live 1984)"  – 4:08

12" Singel
1. "The Wild Boys (Wilder Than The Wild Boys Extended Mix)"  – 8:00
2. "The Wild Boys"  – 4:16
3. "(I'm Looking For) Cracks In The Pavement (Live 1984)"  – 4:08

CD-singel (inkluderad i Singles Box Set 1981-1985)
1. "The Wild Boys"  – 4:16
2. "(I'm Looking For) Cracks In The Pavement (Live 1984)"  – 4:08
3. "The Wild Boys (Wilder Than Wild Boys Extended Mix)"  – 8:00

## Listplaceringar
| Lista (1984-1985) | Topplacering |
| ----------------- | ------------ |
| Frankrike         | 13           |
| Nederländerna     | 3            |
| Norge             | 6            |
| Nya Zeeland       | 5            |
| Schweiz           | 2            |
| Sverige           | 19           |
| Storbritannien    | 2            |
| Österrike         | 2            |

### Fotnoter
1. ↑  ”Listplacering”. http://lescharts.com/showitem.asp?interpret=Duran+Duran&titel=The+Wild+Boys&cat=s. Läst 17 september 2011.
2. ↑  ”Listplacering”. http://dutchcharts.nl/showitem.asp?interpret=Duran+Duran&titel=The+Wild+Boys&cat=s. Läst 17 september 2011.
3. ↑  ”Listplacering”. http://norwegiancharts.com/showitem.asp?interpret=Duran+Duran&titel=The+Wild+Boys&cat=s. Läst 17 september 2011.
4. ↑  ”Listplacering”. Arkiverad från originalet den 10 november 2012. https://web.archive.org/web/20121110171053/http://charts.org.nz/showitem.asp?interpret=Duran+Duran&titel=The+Wild+Boys&cat=s. Läst 17 september 2011.
5. ↑  ”Listplacering”. http://hitparade.ch/showitem.asp?interpret=Duran+Duran&titel=The+Wild+Boys&cat=s. Läst 17 september 2011.
6. ↑  ”Listplacering”. http://swedishcharts.com/showitem.asp?interpret=Duran+Duran&titel=The+Wild+Boys&cat=s. Läst 17 september 2011.
7. ↑  ”Listplacering”. Arkiverad från originalet den 25 maj 2012. https://archive.is/20120525170124/http://www.chartstats.com/release.php?release=11812. Läst 17 september 2011.
8. ↑  ”Listplacering”. http://austriancharts.at/showitem.asp?interpret=Duran+Duran&titel=The+Wild+Boys&cat=s. Läst 17 september 2011.